# Saison 2015-2016 de la LCHF
Saison précédente Saison suivante
La saison 2015-2016 est la 9e saison de la Ligue canadienne de hockey féminin (LCHF). La saison régulière voit cinq équipes jouer 24 parties. Les Canadiennes de Montréal remportent la saison régulière pour la cinquième fois en 7 ans, 8 points devant l'Inferno de Calgary qui se classe second. Pourtant ces derniers remportent la Coupe Clarkson sur un score de 8 à 3 lors de la finale contre Montréal.

## Contexte
Avant la saison 2015-2016, la LCHF annonce un troisième partenariat avec la LNH entre les Stars de Montréal et les Canadiens de Montréal, qui entraîne le changement de nom vers les Canadiennes de Montréal. Cette même année, trois membres de l'équipe canadienne qui a remporté la médaille d'or à Sotchi sont sélectionnées au repêchage de la ligue : Marie-Philip Poulin par Les Canadiennes, Brianne Jenner et Hayley Wickenheiser par Calgary .

## Saison régulière

### Classement
| Clt   | Équipe                  | PJ | V  | D  | DP | DF | BP  | BC  | Diff  | Pts |
| ----- | ----------------------- | -- | -- | -- | -- | -- | --- | --- | ----- | --- |
| +001, | Canadiennes de Montréal | 24 | 21 | 3  | 0  | 0  | 114 | 36  | + 78  | 42  |
| +002, | Inferno de Calgary      | 24 | 16 | 6  | 1  | 1  | 97  | 67  | + 30  | 34  |
| +003, | Thunder de Brampton     | 24 | 16 | 7  | 0  | 1  | 91  | 67  | + 24  | 33  |
| +004, | Furies de Toronto       | 24 | 6  | 16 | 1  | 1  | 59  | 87  | - 28  | 14  |
| +005, | Blades de Boston        | 24 | 1  | 23 | 0  | 0  | 18  | 122 | - 104 | 2   |

- En gras : vainqueur de la saison régulière, qualifié pour la Coupe Clarkson
- En italique : qualifié pour la Coupe Clarkson

### Statistiques

#### Meilleures pointeuses en saison régulière
Marie-Philip Poulin pour son retour en LCHF à la suite de son repêchage par les Stars inscrit 46 points et remporte le Trophée Angela James.
| Joueuse             | Équipe                  | PJ | B  | A  | Pts | +/- | Pun |
| ------------------- | ----------------------- | -- | -- | -- | --- | --- | --- |
| Marie-Philip Poulin | Canadiennes de Montréal | 22 | 23 | 23 | 46  | +27 | 10  |
| Ann-Sophie Bettez   | Canadiennes de Montréal | 24 | 19 | 25 | 44  | +33 | 12  |
| Kim Deschênes (en)  | Canadiennes de Montréal | 24 | 13 | 20 | 33  | +33 | 6   |
| Caroline Ouellette  | Canadiennes de Montréal | 24 | 15 | 17 | 32  | +27 | 18  |
| Natalie Spooner     | Furies de Toronto       | 22 | 17 | 13 | 30  | 0   | 20  |
| Jamie Lee Rattray   | Thunder de Brampton     | 22 | 13 | 16 | 29  | +10 | 18  |
| Brianne Jenner      | Inferno de Calgary      | 24 | 10 | 18 | 28  | +19 | 6   |
| Laura Fortino       | Thunder de Brampton     | 24 | 8  | 20 | 28  | +13 | 10  |
| Rebecca Vint (en)   | Thunder de Brampton     | 24 | 19 | 7  | 26  | +14 | 42  |
| Elana Lovell (en)   | Inferno de Calgary      | 24 | 14 | 12 | 26  | +15 | 8   |

#### Meilleures gardiennes en saison régulière
Ci-après les meilleures gardiennes de la saison régulière ayant joué au moins 480 minutes (un tiers d'une saison réglementaire) .
| Gardienne              | Équipe(s)               | PJ | V  | D  | Pr. | Min   | BC  | Moy  | %Arr | Bl |
| ---------------------- | ----------------------- | -- | -- | -- | --- | ----- | --- | ---- | ---- | -- |
| Charline Labonté       | Canadiennes de Montréal | 19 | 17 | 1  | 0   | 1 145 | 29  | 1,52 | 92,5 | 5  |
| Erica Howe (en)        | Thunder de Brampton     | 17 | 9  | 5  | 0   | 955   | 42  | 2,64 | 91,5 | 2  |
| Liz Knox (en)          | Thunder de Brampton     | 10 | 7  | 2  | 0   | 505   | 23  | 2,73 | 91,7 | 2  |
| Delayne Brian (en)     | Inferno de Calgary      | 20 | 10 | 6  | 0   | 1 114 | 54  | 2,91 | 89,1 | 2  |
| Christina Kessler (en) | Furies de Toronto       | 19 | 3  | 13 | 1   | 1 071 | 61  | 3,42 | 89,9 | 2  |
| Geneviève Lacasse      | Blades de Boston        | 23 | 1  | 22 | 0   | 1 347 | 110 | 4,90 | 90,3 | 0  |

## Matchs des étoiles
Le match des étoiles se joue le 23 janvier 2016 au Air Canada Centre, pour la seconde année consécutive. Avec plus de 7 000 spectateurs, l'équipe noire menée par la capitaine Julie Chu bats 5 à 1 l'équipe blanche menée par la capitaine Natalie Spooner. Marie-Philip Poulin est nommée Meilleure Joueuse du match .

## Séries éliminatoires
En 2016, un partenariat est signé entre la LCHF et la LNH, plus précisément les Sénateurs d'Ottawa, afin que les séries éliminatoires et la finale de la Coupe Clarkson se jouent dans la patinoire d'Ottawa. C'est la première fois que la finale est jouée sur une patinoire de LNH .

### Tableau
|  | Demi-finales (au meilleur des trois matchs) | Demi-finales (au meilleur des trois matchs) | Demi-finales (au meilleur des trois matchs) | Demi-finales (au meilleur des trois matchs) |   |         | Finale de la Coupe Clarkson | Finale de la Coupe Clarkson | Finale de la Coupe Clarkson | Finale de la Coupe Clarkson |
|  |                                             |                                             |                                             |                                             |   |         |                             |                             |                             |                             |
|  |                                             |                                             |                                             |                                             |   |         |                             |                             |                             |                             |
|  | 1                                           | Montréal                                    | 2                                           | 2                                           |   |         |                             |                             |                             |                             |
|  | 1                                           | Montréal                                    | 2                                           | 2                                           |   |         |                             |                             |                             |                             |
|  | 4                                           | Toronto                                     | 0                                           | 0                                           |   |         |                             |                             |                             |                             |
|  | 4                                           | Toronto                                     | 0                                           | 0                                           | 4 | Calgary | 8                           | 8                           |                             |                             |
|  |                                             |                                             |                                             |                                             | 4 | Calgary | 8                           | 8                           |                             |                             |
|  |                                             |                                             | 2                                           | Montréal                                    | 3 | 3       |                             |                             |                             |                             |
|  | 2                                           | Calgary                                     | 2                                           | Montréal                                    | 3 | 3       | 2                           | 2                           |                             |                             |
|  | 2                                           | Calgary                                     |                                             |                                             |   |         |                             | 2                           |                             |                             |
|  | 3                                           | Brampton                                    | 0                                           | 0                                           |   |         |                             |                             |                             |                             |
|  | 3                                           | Brampton                                    | 0                                           | 0                                           |   |         |                             |                             |                             |                             |

### Finale
| 13 mars 2016 | Inferno de Calgary | 8-3 (2-1, 3-1, 3-1) | Canadiennes de Montréal | Canadian Tire Centre |

| Feuille de match | Feuille de match | Feuille de match | Feuille de match | Feuille de match |
| ---------------- | --- | ---------------- | --- | ---------------- |
|                  | Johnston (Jenner, Saulnier) — 2 min 26 s Jenner (Johnston, Lacquette) — 15 min 53 s Campbell (Davis, Pierri) — 2 min 19 s Turnbull (Wickenheiser, Warren) — 10 min 10 s Turnbull (Wickenheiser, Lacquette) — 13 min 21 s Campbell (Mikkelson, Takeuchi) — 5 min 34 s Johnston (Takeuchi) — 9 min 48 s Jenner (Johnston) — 19 min 9 s | 2-1 3-1          | Poulin (Ouellette, Bettez) — 7 min 29 s Marin (Ouellette, Chartrand) — 12 min 58 s Deschênes (Bettez, Chartrand) — 12 min 45 s |                  |
| Delayne Brian    | Gardiens | Charline Labonté | |                  |
| 10 min           | Pénalités | 4 min            | |                  |
| 25               | Tirs | 41               | |                  |

### Statistiques
| Joueuse             | Équipe                  | PJ | B | A | Pts | +/- | Pun |
| ------------------- | ----------------------- | -- | - | - | --- | --- | --- |
| Caroline Ouellette  | Canadiennes de Montréal | 3  | 4 | 6 | 10  | +2  | 0   |
| Rebecca Johnston    | Inferno de Calgary      | 3  | 4 | 5 | 9   | +5  | 2   |
| Marie-Philip Poulin | Canadiennes de Montréal | 3  | 4 | 4 | 8   | +5  | 2   |
| Ann-Sophie Bettez   | Canadiennes de Montréal | 3  | 1 | 6 | 7   | +2  | 4   |
| Brianne Jenner      | Inferno de Calgary      | 3  | 2 | 4 | 6   | +6  | 2   |

## Effectif champion
L'effectif de Calgary déclaré champion de la Coupe Clarkson est le suivant  :
- Gardiennes de but : Kathy Desjardins, Delayne Brian
- Défenseures : Brigette Lacquette, Kanae Aoki, Jacquie Pierri, Meaghan Mikkelson, Hayleigh Cudmore, Aina Mizukami, Kelsey Webster
- Attaquantes : Rebecca Johnston, Brittany Esposito, Sarah Davis, Jenna Cunningham, Elana Lovell, Bailey Bram, Rhianna Kurio, Brianne Jenner, Jessica Campbell, Hayley Wickenheiser, Blayre Turnbull, Jillian Saulnier, Louise Warren, Erica Kromm,  Kristen Hagg
- Entraîneur : Scott Reid

## Récompenses
| Trophée                                                 | Vainqueur                                     |
| ------------------------------------------------------- | --------------------------------------------- |
| Trophée Angela James Meilleure pointeuse de la saison   | Marie-Philip Poulin (Canadiennes de Montréal) |
| Meilleure joueuse                                       | Marie-Philip Poulin (Canadiennes de Montréal) |
| Trophée Jayna Hefford Meilleure joueuse selon ses pairs | Marie-Philip Poulin (Canadiennes de Montréal) |
| Gardienne de l'année                                    | Charline Labonté (Canadiennes de Montréal)    |
| Défenseure de l'année                                   | Laura Fortino (Thunder de Brampton)           |
| Recrue de l'année                                       | Elana Lovell (Inferno de Calgary)             |
| Entraîneur de l'année                                   | Tyler Fines (Thunder de Brampton)             |
| Prix humanitaire                                        | Lisa-Marie Breton-Lebreux                     |
| Meilleure joueuse des séries                            | Delayne Brian                                 |

| Trophée                                                               | Équipe                  |
| --------------------------------------------------------------------- | ----------------------- |
| Trophée Chairman Équipe de la saison régulière avec le plus de points | Canadiennes de Montréal |
| Coupe Clarkson Vainqueur des séries                                   | Inferno de Calgary      |